# I Disappear

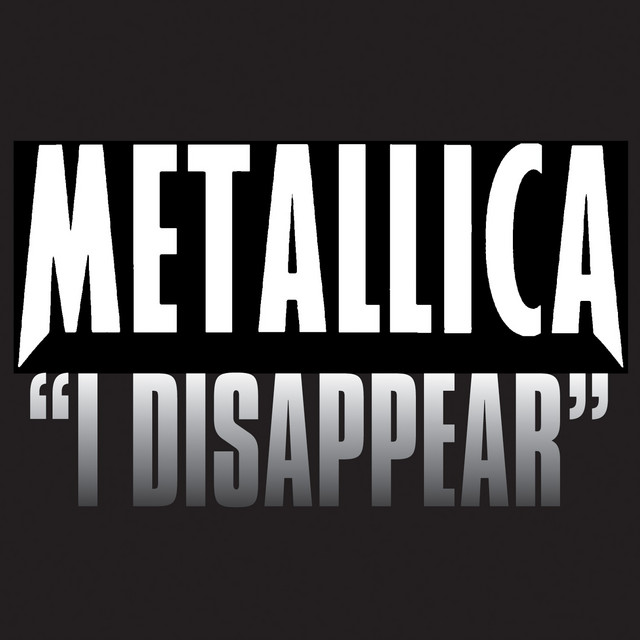

I Disappear är en låt av Metallica, släppt på singel år 2000. Låten är soundtrack till filmen Mission Impossible II från år 2000 och är första gången som Metallica skrivit musik till ett filmsoundtrack. Musikvideon regisserades av Wayne Isham och gör referenser till filmerna Brazil, Bullitt, North by Northwest och Die Hard. En ofärdig version av I Disappear återfanns på Napster innan låtens officiella release, vilket föranledde rättegången som i sin tur ledde till att Napster fälldes i domstol. I Disappear är den sista studioinspelningen där basisten Jason Newsted medverkar. 

## Kreditering
Skriven av James Hetfield och Lars Ulrich
Producerad av Bob Rock, James Hetfield och Lars Ulrich
Medverkande: James Hetfield, Lars Ulrich, Jason Newsted och Kirk Hammett.
Exekutiva producenter: Paula Wagner och Tom Cruise